# سالدانيا دي برغش
'بلدية 'سالدانيا دي برغش (بالإسبانية: Saldaña de Burgos)‏, هي إحدى بلديات مقاطعة برغش, التي تقع في منطقة قشتالة وليون, والتي تقع في شمال غرب إسبانيا.
يبلغ عدد سكانها 126 نسمة وفقاً لإحصائية سنة (2002).